# 八幡山 (宇都宮市)
八幡山（はちまんやま）は、栃木県宇都宮市にある山である。標高158.7m。

## 概要
栃木県北西部山系は日光二荒山神社や日光東照宮を祀る日光山内から小倉山、愛宕山、茶臼山、浅間山と続き、宇都宮市北部の篠井富屋連峰を経て戸祭山、当山と続き、そしてその最南端部に明神山が位置する。日光連山および篠井富屋連峰から沸く水は、この山系に沿って鬼怒川、田川、釜川の流れとなり、鬼怒川や田川から引水された人工河川の新川や西鬼怒川とともに宇都宮市域を潤し、また田川からの引水は今市浄水場から戸祭配水場を経て、鬼怒川からの引水は松田新田浄水場を経て何れも上水として宇都宮市民に供給されるなど、宇都宮の水源となっている。当山はまた鬼怒川と田川に挟まれた宇都宮丘陵の一部を成している。宇都宮市街地は、戸祭山、当山、明神山の三峰を中心としてその山麓の平坦部に形成されている。
当山の名前の由来は、江戸時代に奥平忠昌が宇都宮城の北方の備えとして当山に誉田別命を祀って八幡宮を創建した（もしくは再建した）ことによる（塙田八幡宮）。当山の山麓にはこのほか慈光寺や祥雲寺、東妙寺、蒲生神社、塙田雷神社、星宮神社などが所在する。また、現在山頂付近から南麓にかけては八幡山公園が、また北麓には宇都宮競輪場が整備されている。
1906年（明治39年）に塩田蓬一郎が塩田園を開園してから、1925年（大正14年）に宇都宮市が買収をするまでの間、塩田の所有であった。
八幡山公園は、塩田蓬一郎の経営する「塩田園」と称する遊園地であったが、1925年2月，市が土地所有者宇都宮文栄から買収。林学博士田村剛の設計により造営したものである。「八幡山公園」の名称は，1927年（昭和2年）4月1日の開園とともに付されている。

## 施設
- 八幡山公園
  - 宇都宮タワー
  - アドベンチャーU
  - アドベンチャーブリッジ
  - 八幡山交通公園
  - 動物厩舎
- 宇都宮競輪場
- 旧陸軍司令部壕

## 寺社
八幡山の山麓にある寺社は以下のとおり。

### 神社
- 塙田八幡宮
  - 須賀神社
  - 稲荷神社
- 蒲生神社
- 塙田雷神社
- 星宮神社

### 寺院
- 慈光寺
- 祥雲寺
- 東妙寺

## アクセス
路線バス
- JR宇都宮駅西口から
  - 関東バス　細谷車庫行き、駒生営業所行き、山王団地行き、江曽島・西川田東行きなど乗車5分、「県庁前」下車徒歩15分
  - 関東バス　宇都宮市内循環線「きぶな」乗車5分、「県庁正門前」下車徒歩10分
  - 関東バス　宇商高経由富士見ヶ丘団地行き、同宇都宮美術館行き、同帝京大学行き、玉生行き、グリーンタウン行き等乗車5分、「宇商高前」下車徒歩10分
  - 関東バス　西塙田経由戸祭・宝木団地行き、戸祭台循環線に乗車10分、「昭和小学校前」下車徒歩5分

徒歩
- 東武宇都宮駅北口から
  - 徒歩20分